# Loftus Road
Loftus Road est un stade de football localisé dans la banlieue ouest de Londres. C'est l'enceinte du club du Queens Park Rangers FC depuis septembre 1917.
L'équipe de rugby des Wasps a partagé le terrain avec QPR entre 1996 et 2002 et le club de football de Fulham Football Club s'y est également installé de 2002 à 2004, pendant que leur stade, Craven Cottage, était fermé pour reconstruction. Quelques matchs internationaux des équipes nationales de football de la Jamaïque et de l'Australie s'y sont déroulés. En 1985, Barry McGuigan a battu Eusebio Pedroza pour le championnat poids plume de la World Boxing Association dans l'enceinte.
Le 7 juin 2019, le club cède les droits naming du stade à la Kiyan Prince Foundation, une organisation caritative créée en l'honneur de l'ancien jeune espoir Kiyan Prince (tué à l'âge de 15 ans par un membre de la Somali Thug Family en 2006), ce qui permet au stade de devenir le Kiyan Prince Foundation Stadium

## Histoire
Le terrain a été utilisé pour la première fois le 11 octobre 1904 par le Shepherd's Bush F.C., un club amateur qui a été dissout pendant la Première Guerre mondiale. Le Queens Park Rangers Football Club est venu s’installer à Loftus Road en 1917, après avoir vu son terrain, à Park Royal, réquisitionné par l'Armée britannique en 1915. À cette époque, le sol était un champ ouvert avec un pavillon. Une tribune couverte existait de 1919 à 1968 et a été par la suite remplacée en 1972 et avait une capacité de 2 950 places.
QPR a quitté Loftus Road au début de la saison 1931-32, se déplaçant au White City Stadium, mais après une perte de 7 000 £, l'équipe est revenue pour le début de la saison 1933-34. En 1938, une nouvelle tribune couverte pour 6 000 spectateurs a été construite par une entreprise appelée Framed Structures Ltd, augmentant la capacité totale à 30 000 spectateurs, dont 21 050 places debout. Il a coûté 7 000 £ (dont 1 500 offerts par le QPR Supporters Club) et a été inauguré par Herbert Morrison, le principal député travailliste et le futur ministre de l'Intérieur du temps de guerre, lors du match contre le Crystal Palace Football Club le 29 octobre 1933. Durant la Seconde Guerre mondiale, le stade ne subit aucun dégât.
En avril 1948, après avoir remporté le championnat de la troisième division, le club devint propriétaire du stade et de 39 maisons à Loftus Road et Ellerslie Road pour 26 250 £, financé par une collecte qui a permis d'amasser 30 000 £. Lorsque les finances du club ont été sous pression à la fin des années 1950, les maisons ont dû être vendues. Le 5 octobre 1953, des projecteurs furent utilisés pour la première fois à Loftus Road pour un match amical contre Arsenal. À l'été 1966, les projecteurs d'origine ont été remplacés par des pylônes beaucoup plus grands. Au cours de l'été 1980, ceux-ci ont été remplacés par de nouveaux projecteurs.
QPR expérimente encore une fois un déménagement au White City Stadium pour la saison 1962-1963, mais retourne finalement à Loftus Road après moins d'une saison complète. Au cours de l'été 1968, la nouvelle tribune sur South Africa Road a été construite pour un coût total de 150 000 £ en remplacement de l'ancienne. En 1972, une nouvelle tribune a été achevée sur Ellerslie Road, remplaçant la tribune au toit de tôle érigée en 1919 et fut inauguré contre Oxford United le 2 décembre 1972.
Le 27 avril 1974, le record du plus grand nombre de spectateurs fut de 35 353 spectateurs contre Leeds United. L'été suivant, le paddock du South Africa Road a été converti de gradins en sièges, réduisant ainsi la capacité du stade à 31 002 places, atteints pour le dernier match à domicile de la saison 1975–1976 contre Leeds United le 24 avril 1976.
Au cours de l'été 1981, un terrain artificiel d'Omniturf a été installé à Loftus Road, la première surface de ce type à être utilisée dans le football professionnel britannique. Peter Hucker, le gardien du QPR, a déclaré que ce n'était « pas un tapis de plus de deux pieds de béton », et il a déclaré qu'en tant que gardien de but, il n'aimait pas plonger dessus. QPR perdit le premier match de ligue disputé sur la nouvelle surface 1-2 contre Luton Town le 1er septembre 1981. QPR atteignit deux finales de coupe et devint champion de la deuxième division, ce qui, selon les critiques, était dû à l'avantage présenté par le terrain. Finalement, le choix fut fait de revenir à une pelouse plus classique et les matchs à domicile de QPR en 1984-1985 ont été joués au stade Highbury d'Arsenal. On prétendait que le manager Terry Venables laissait les équipes d'adversaires s'entraîner sur le terrain quand il faisait sec, puis il arrosait délibérément le terrain pour que le ballon jouât différemment de ce à quoi ils s'attendaient au coup d'envoi.
Durant le printemps 1994, des travaux transformèrent les tribunes en places complètement assises. Le dernier match avec des places debout se joua le 16 avril 1994, contre Everton.
Actuellement, l'équipe résidente QPR, est en Championship, qui est la deuxième division anglaise.

## International et autres matchs

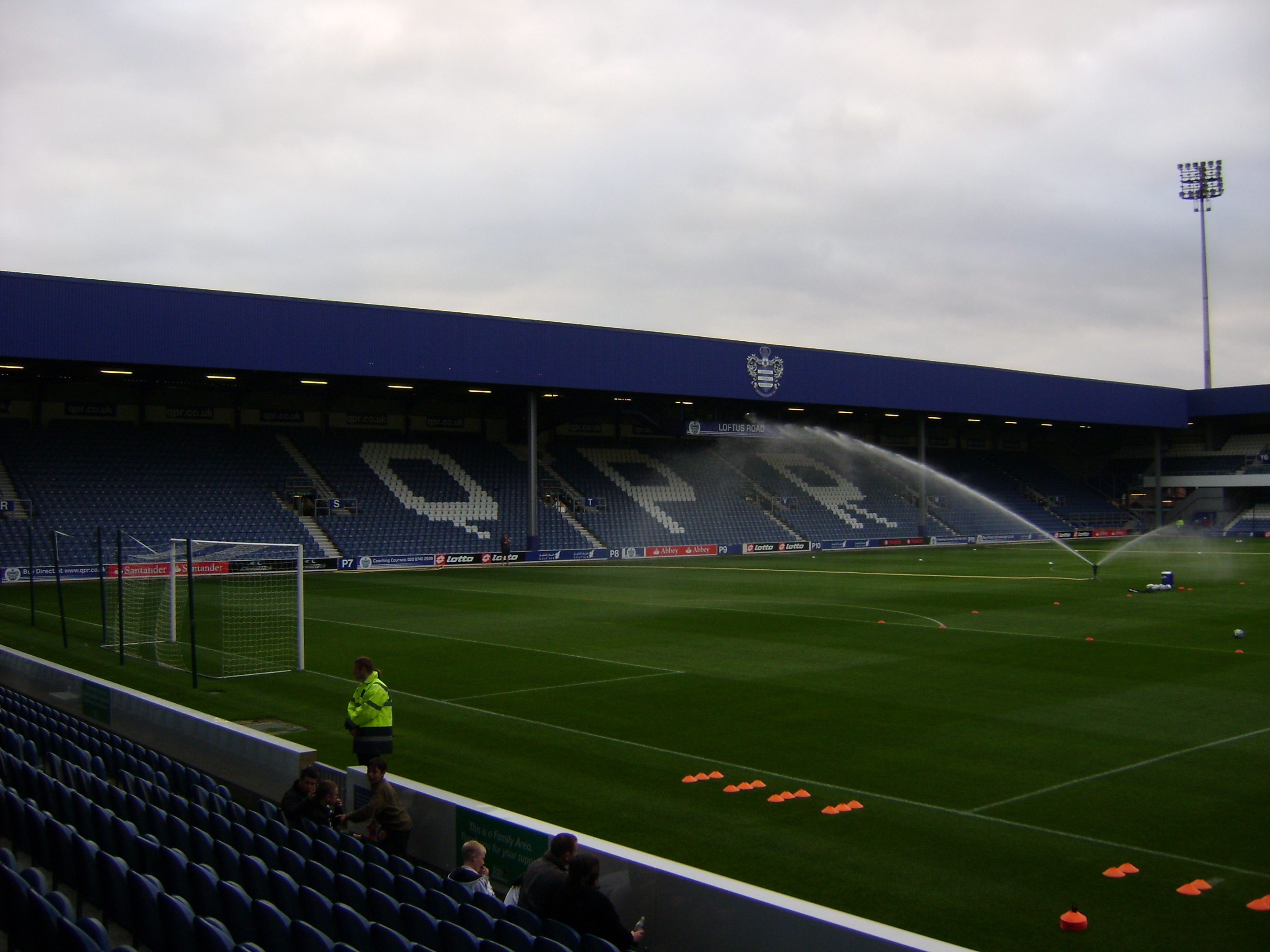
Le Loftus Road

Loftus Road a accueilli deux matchs de l'équipe B de l'Angleterre. Le premier était contre France B en 1992 avec une victoire des locaux 2 à 0, et l'autre contre Russie-2 en 1998 remporté 4 à 1. Lors d'un match hommage à Simon Barker, Queens Park Rangers perdit face à l'équipe nationale jamaïcaine 2 buts à 1 en mai 1998. Les jamaïquains sont revenus à Loftus Road en 2002 pour affronter le Nigeria. Ils perdirent 1 but à 0.
Israël a demandé à y disputer son match de qualification pour le Championnat d'Europe de football 2004, organisé au Portugal, contre Chypre, l’UEFA interdisant à Israël d’organiser des matches à domicile sur son propre territoire pour des raisons de sécurité. La demande a été rejetée car il y avait déjà cinq matches programmés en treize jours, QPR partageant Loftus Road avec Fulham.

## Accès
L'accès en métro se fait grâce à la Hammersmith & City Line et la Circle Line à la station Shepherd's Bush Market, permettant une liaison directe à la Gare de Saint-Pancras.

## Galerie

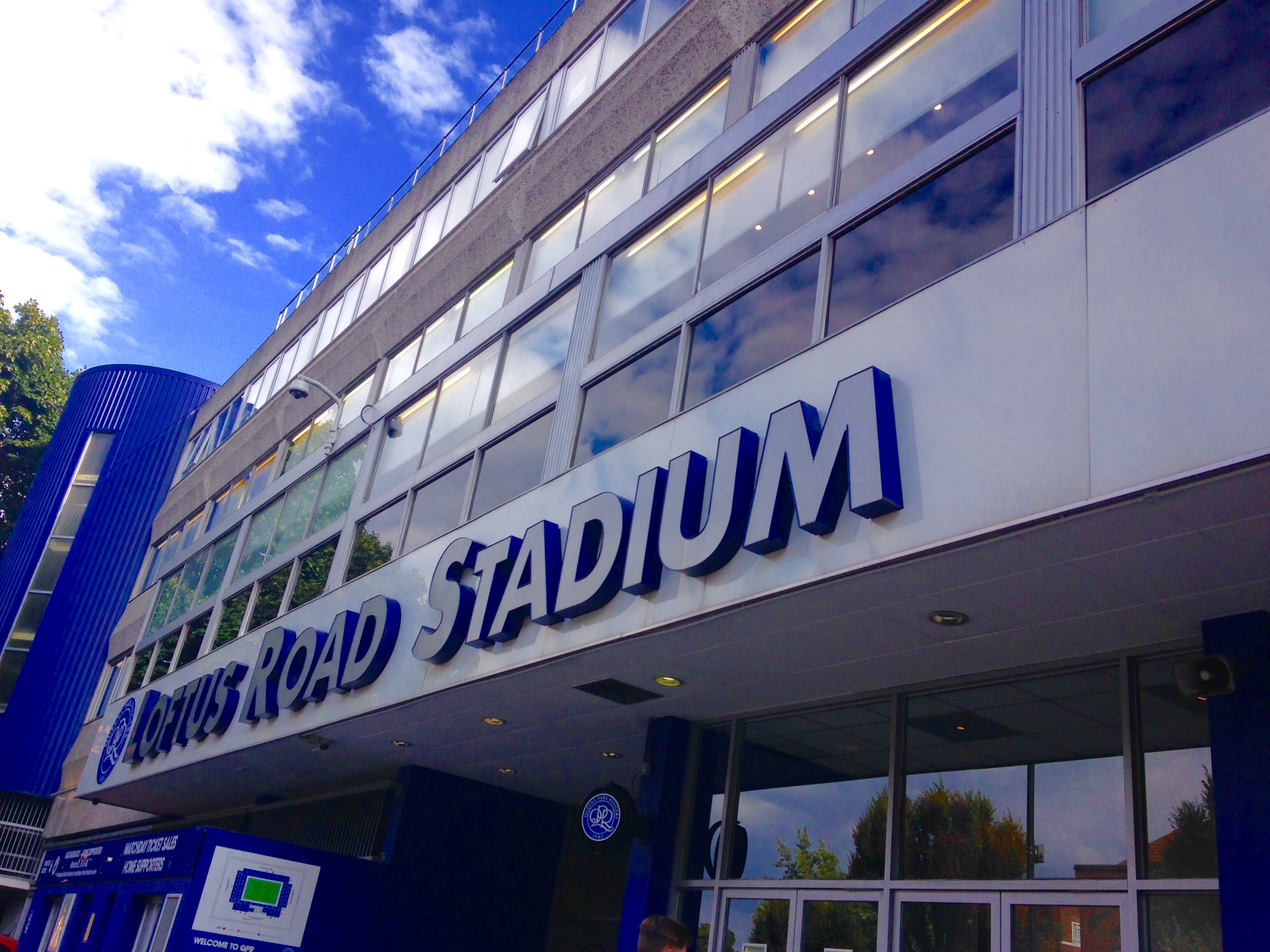
Loftus Road en août 2016.
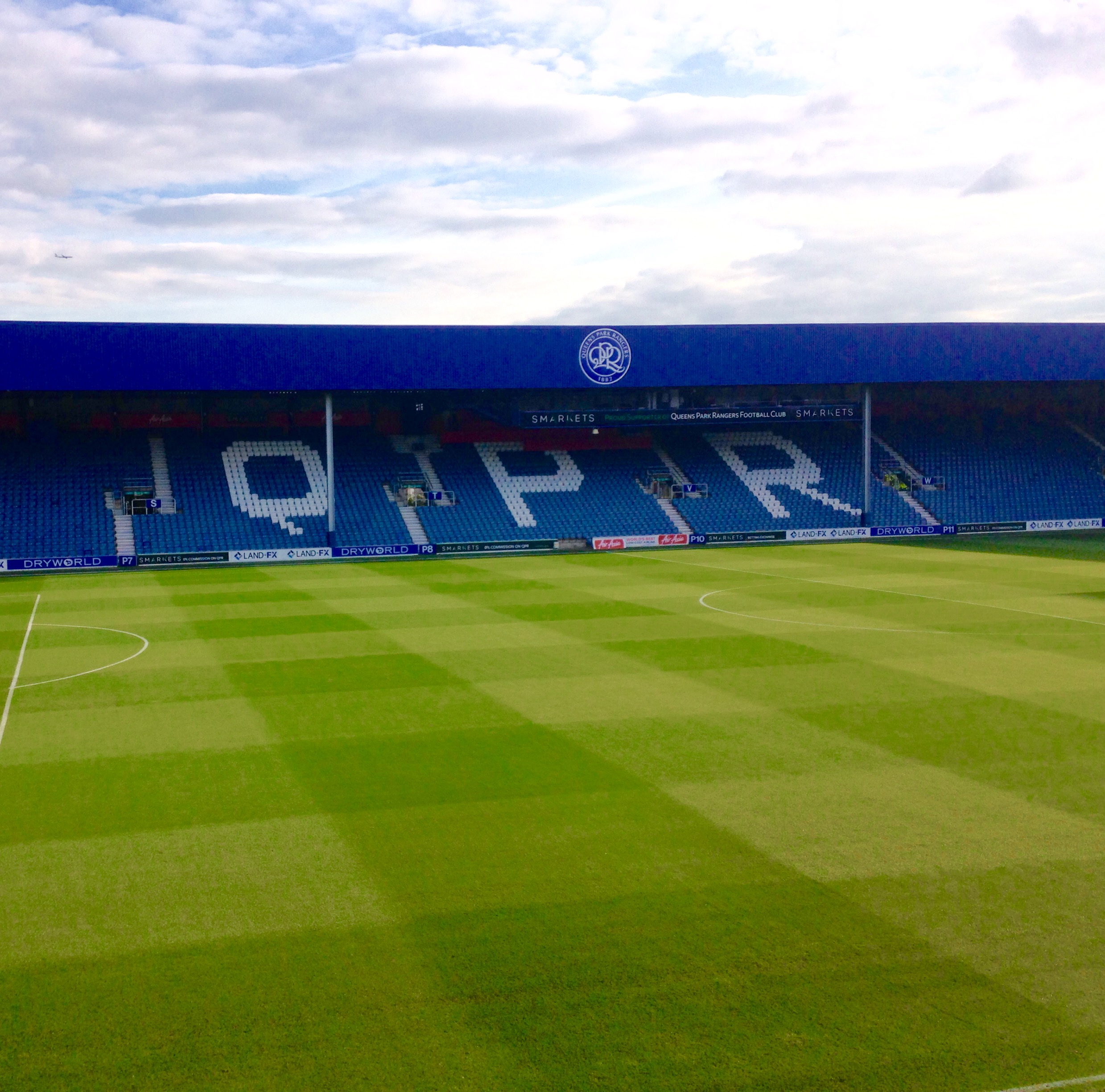
Loftus Road en août 2016.
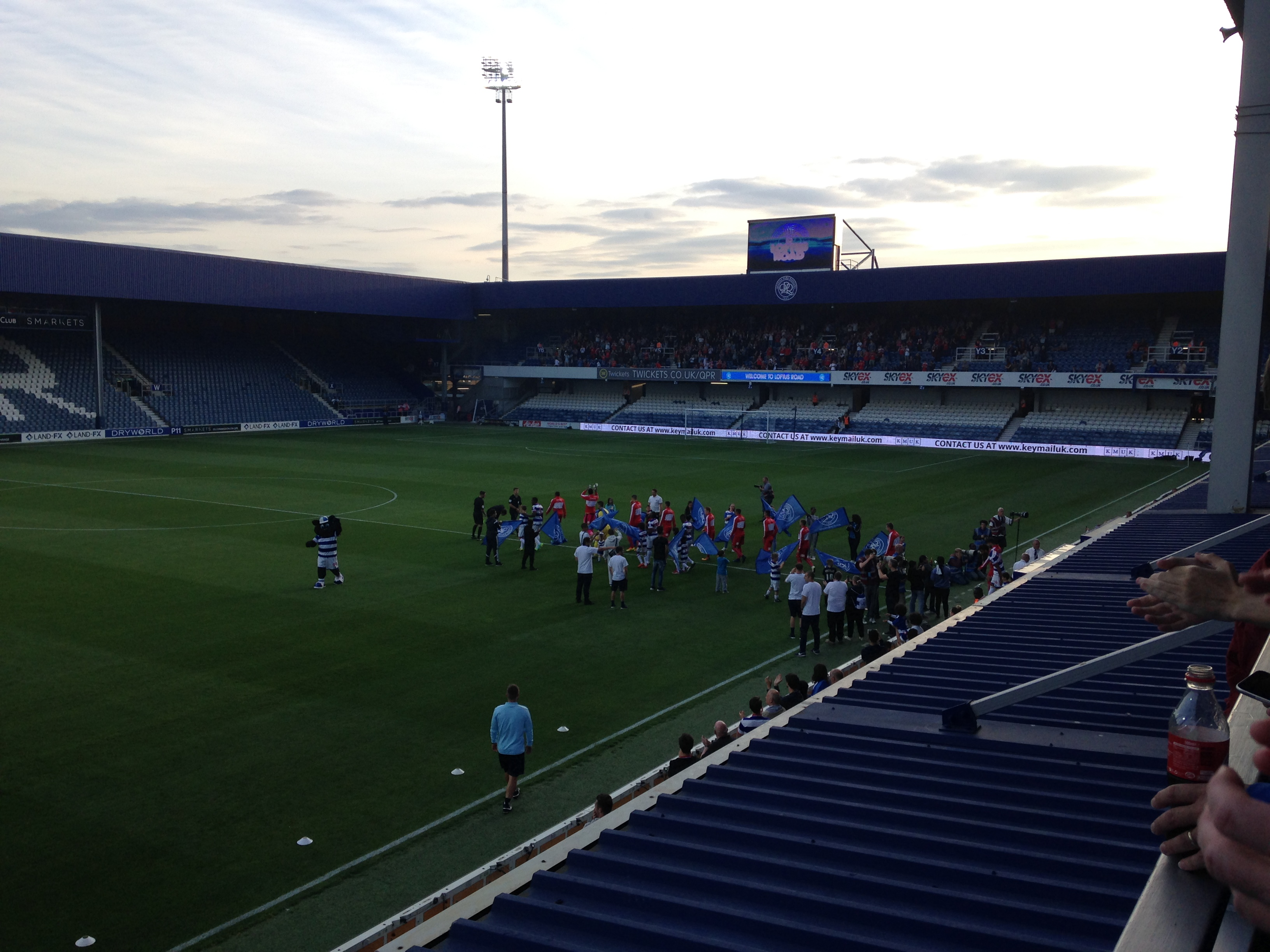
Entrée des joueurs à Loftus Road.